# Бугатти, Этторе
Этторе Арко Изидоро Буга́тти  (итал. Ettore Arco Isidoro Bugatti; 15 сентября 1881, Милан — 21 августа 1947, Париж) — итальянский конструктор и промышленник, основатель итальянской и французской автомобилестроительной компании Bugatti.

## Биография
Этторе родился 15 сентября 1881 года в Кастелла-делла-Сфорцо в Милане, в семье итальянского краснодеревщика(дизайнера ритуальных атрибутов) и ювелирного дизайнера в стиле Модерн Карло Бугатти (итал. Carlo Bugatti) и Терезы Лориоли (итал. Teresa Lorioli). Старший брат известного скульптора-анималиста Рембрандта Бугатти, Этторе также приходится племянником художнику Джованни Сегантини и внуком по отцовской линии Джованни Луиджи Бугатти (итал. Giovanni Luigi Bugatti), известному скульптору и архитектору. Детство Этторе прошло в Милане, где после получения классического образования учился в Академии изящных искусств (фр. Académie des Beaux-Arts) в Милане, где изучал скульптуру вместе со своим старшим братом, Рембрандтом Бугатти.
Этторе женился в 1907 году на Барбаре Марии Джузеппине Больцони (фр. Barbara Maria Guiseppina Mascherpa Bolzoni), от которой имел четырёх детей, двух дочерей и двух сыновей. После смерти первой жены, Этторе женился второй раз на Женевьеве Маргарите Делькюз (фр. Geneviève Marguerite Delcuze). Во втором браке у него родились дочь Тереза, в 1942 году и сын Михаил в 1945 году.

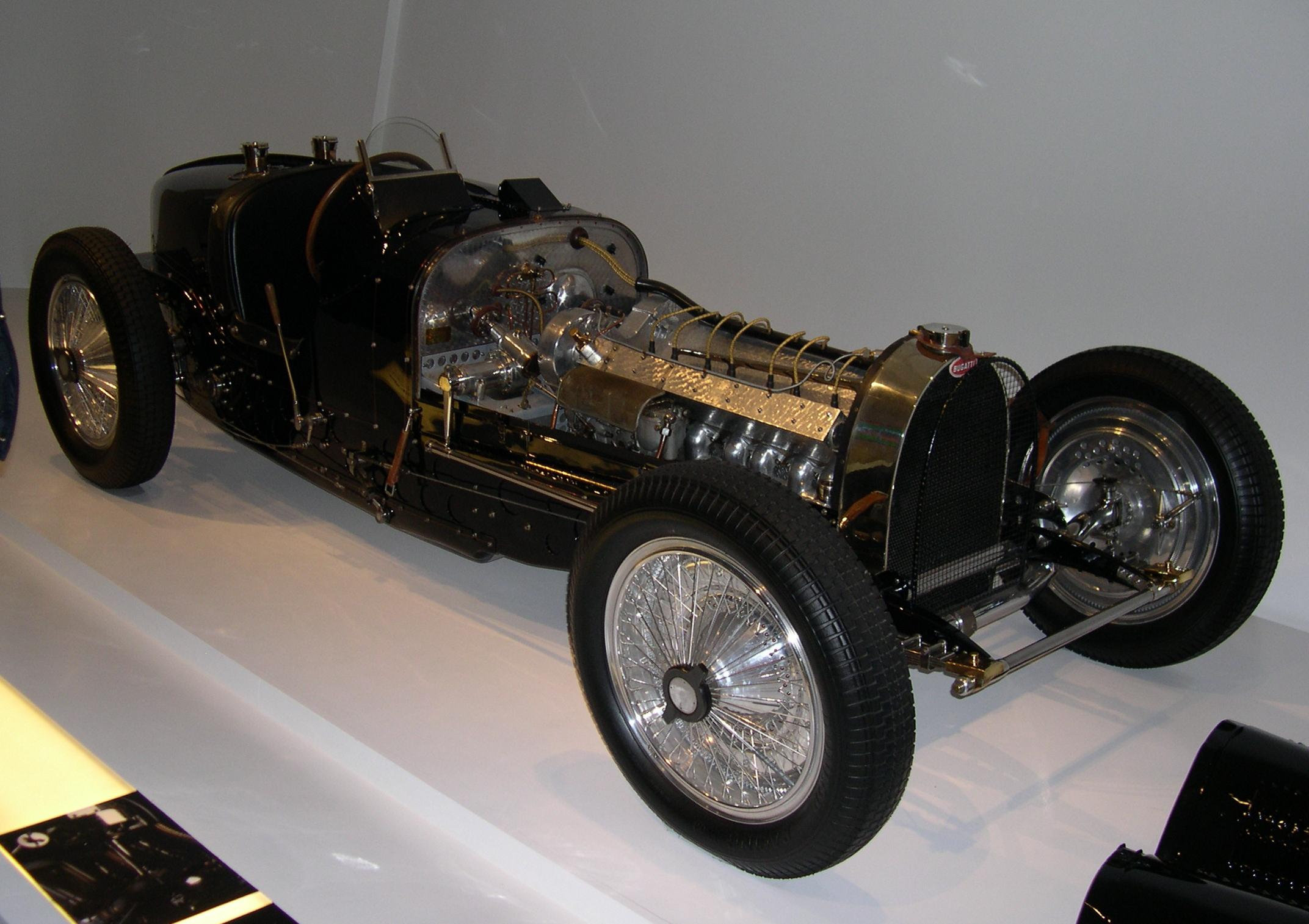
Бугатти 1933 года

## Профессиональная деятельность
Свой первый автомобиль Бугатти сконструировал в 17 лет. За него Этторе получил золотую медаль на выставке в Милане. Автомобиль был достаточно несовершенен, но молодому конструктору удалось заинтересовать своими идеями графа Гюнелли, при его материальной поддержке Этторе уже через два года строит свой второй автомобиль «Бугатти», также получивший медаль на выставке в Милане.
Эта модель создала ему репутацию серьёзного и перспективного конструктора. Он начал сотрудничать с различными фирмами, такими как «Де Дитриш» (Франция), «Тюрка-Мэри» (Франция). За свою жизнь Бугатти успел поработать для большинства крупнейших автомобильных фирм Европы. Увлечение автомобильными гонками благотворно повлияло на конструкторскую мысль Бугатти: его первая гоночная машина, «Бугатти-10», появилась в 1909 г. Сам Бугатти стал в это же время известным гонщиком.

## Компания «Automobiles Ettore Bugatti»
С финансовой помощью банкира Августина де Визкая (фр. Augustin de Vizcaya) Этторе Бугатти с партнером Эрнстом Фридрихом заложил 1 января 1910 компанию «Automobiles Ettore Bugatti». Завод был размещён в городе Мольсхайме, принадлежавшем тогда Германии.  По соглашению с Пежо он разработал 1911 «Peugeot Bébé», выпускавшийся по лицензии в 1911-1916 годах фирмами Peugeot, Rabag (Дюссельдорф), Diatto (Турин), Crossley (Манчестер).
Переломным для компани стал 1912 год, когда Бугатти начал работу над Bugatti Type 13, который стал базой для дальнейших разработок. До 1926 было изготовлено 2000 машин. На 1914 на фабрике работало 200 рабочих, изготавливая ежемесячно 75 машин. Во время войны семья Бугатти перебралась в Милан, а затем в Париж, где Этторе разработал 8- и 16-цилиндровые авиамоторы. В 1917 году он изготовил для США 16-цилиндровый авиамотор.
После Первой мировой войны Бугатти вернулся в Мольсем, восстановив производство машин Type 13, которые до 1925 выиграли более 400 гонок.
С 1922 был начат выпуск Bugatti Type 30. На этой машине гонщица-любительница Элишка Юнкова установила рекорд скорости в 1926 году. Наиболее успешной стала гоночная и спортивная модель Bugatti Type 35, царившая на гонках конца 1920-х гг.
Большое влияние на автомобилестроение имели модели Bugatti Type 41 Royal, Bugatti Type 50, Bugatti Type 57.
Из-за мирового кризиса Этторе Бугатти сосредоточился на производстве скоростных поездов. В 1933 году поезд, сконструированный Бугатти, установил мировой рекорд скорости для пассажирских поездов — 172 км/ч, всего было построено 88 составов.
После забастовки рабочих он передал управление предприятием старшему сыну Жану (1909 – 1939), который с 1936 начал играть активное участие в проектировании, производстве автомобилей. Жан Бугатти погиб 11 августа 1939 при испытаниях гоночной модели Bugatti Type 57 C. При скорости 200 км / ч он врезался в дерево, пытаясь обойти машину, которая неожиданно оказалась перед ним. Смерть сына сильно повлияла на состояние Этторе Бугатти. 
С началом Второй мировой войны производство было остановлено. После окончания войны руководство компанией перенял средний сын Роланд Бугатти. Новые модели не имели успеха и компания была продана в 1960-х годах.
Этторе Бугатти умер 21 августа 1947 и был похоронен в семейном склепе в Мольсеме. При его жизни было изготовлено 7900 автомобилей, почти 2000 из которых сохранились по сей день. Они ценятся прежде всего благодаря дизайнерским решениям.